# Aleksandra Gennadievna Petrova
Alexandra Gennadievna Petrova (in russo Александра Геннадиевна Петрова?; Leningrado, 30 aprile 1964) è una poetessa e scrittrice russa.

## Biografia e attività letteraria
Alexandra Gennadievna Petrova è nata a Leningrado, attuale San Pietroburgo. Laureata in Lettere all'Università di Tartu, in Estonia, ha vissuto per alcuni anni a Gerusalemme. Dal 1999 vive a Roma (Italia).
La sua poesia è stata pubblicata su riviste russe come Mitin žurnal, Continent (Parigi), Zercalo (Tel-Aviv), Znamja (Mosca) e straniere: Literary Revue (New York), Sveste (Belgrado), Povelia (Belgrado), Circumference (N.Y), Zoland Poetry (Hanover, New Hampshire). Collabora con alcune riviste italiane: Poesia che nel n.167 del dicembre 2002 le dedica anche la copertina (Crocetti Editore), Sud (Lavieri Editrice) e blog collettivi come Nazione Indiana.
Nel 1994 pubblica la raccolta poetica Linia otryva ("Punto di distacco") e nel 1999 con le edizioni NLO il libro di prose e poesie Vid na žitel'stvo ("Permesso di vivere" o "Permesso di soggiorno", o anche "Vedute sull'esistenza"), come finalista del Premio Andrej Belyj.
Nel 2003 pubblica l'operetta filosofica in dieci scene I pastori di Dolly per la Onyx Edizioni di Roma.
Nel 2003 sue poesie vengono tradotte nell'antologia La nuova poesia russa (Crocetti editore) introdotte da un saggio di Viktor Krivulin.
Oltre che in italiano i suoi testi sono stati tradotti in inglese, ebraico, portoghese, slovacco, serbo, cinese.
Altri fuochi, la sua raccolta di poesie, è stata pubblicata da Crocetti editore nel 2005 nella collana Neòteori.
Nel 2008 è uscita la nuova raccolta poetica in Russia dal titolo Tol'ko derev'ja ("Solo alberi") per le edizioni NLO (finalista del Premio Andrej Belyj).
Nel 2016 è uscito il romanzo Appendix, vincitore del Premio Andrej Belyj, finalista del Premio NOS. 
Della sua opera si sono occupati Stephanie Sandler, Aleksander Goldstein e tanti altri.

## Opere

### Pubblicazioni
- Linia Otryva (Mitin žurnal-Severo-Zapad, 1994)
- Vid na žitel'stvo (Novoe Literaturnoe Obozrenie, 2000)
- I pastori di Dolly (Onyx, 2003)
- Altri fuochi https://www.ibs.it/altri-fuochi-libro-alexandra-petrova/e/9788883061974?inventoryId=47036950 (Crocetti Editore, 2005)
- Tol'ko derev'ja (https://www.nlobooks.ru/books/poeziya_russkoy_diaspory/1146/?sphrase_id=3348, 2008)
- Appendix (, 2016) Archiviato il 31 luglio 2018 in Internet Archive.